# Loris (gênero)
Loris é um gênero de primata da família Lorisidae. Pode ser encontrado no Sri Lanka e no sul da Índia.

## Espécies
- Loris lydekkerianus Cabrera, 1908 - Lóris-delgado-cinzento
- Loris tardigradus (Linnaeus, 1758) - Lóris-delgado-vermelho